# میرزاآباد (زاهدان)
میرزاآباد یا قنات حاجی میرزا روستایی در دهستان چشمه زیارت بخش مرکزی شهرستان زاهدان استان سیستان و بلوچستان ایران است.

## جمعیت
بر پایه سرشماری عمومی نفوس و مسکن در سال ۱۳۹۵ جمعیت این روستا ۴۱ نفر (۱۳خانوار) بوده‌است.